# Luci Papiri Cursor Mugil·là
Luci Papiri Cursor Mugil·là (en llatí Lucius Papirius Cursor Mugillanus)  va ser fill d'Espuri Papiri Cursor (Spurius Papirius Cursor). Era membre de la gens Papíria, una família romana d'origen plebeu. Li va tocar viure una època difícil de guerra contra els samnites, aquesta situació excepcional va fer que Roma en lloc d'estar governada pels habituals dos cònsols, estava sota el control d'un dictador nomenat pel senat i un mestre de cavalleria al seu servei. Ell mateix va ser nomenat magister equitum del dictador Lucius Papirius Crassus l'any 340 aC. El 325 aC va ser escollit dictador en substitució de Luci Furi Camil II, que s'havia posat malalt i va tenir a Quint Fabi Màxim Rul·lià com a magister equitum. En els anys següents va ser cònsol i dictador diverses vegades fins que es va donar per acabada la guerra. Va ser recompensat amb dos triomfs per dues batalles decisives i va ser l'introductor dels guerrers samnites com a gladiadors als jocs romans.

## Primer consolat
El 333 aC fou nomenat cònsol junt amb Gai Peteli Libó II i segons Titus Livi fou altre cop cònsol el 326 aC, però sembla una confusió de dates i probablement la data de Livi és la correcta. En aquest període, per acabar amb unes revoltes populars, es va veure obligat a aprovar la llei Lex Poetelia Papiria que acabava amb una antiga tradició que permetia fer esclava una persona que no podia pagar els seus deutes.

## Dictadura (325 aC)
El dictador Luci Papiri Cursor Mugil·là i el magister equitum Quint Fabi Màxim Rul·lià es van distingir al camp de batalla durant la Segona Guerra Samnita. En aquest any els auspici no eren favorables i Papiri Cursor fou aconsellat d'esperar uns auspicis millors; mentrestant se'n va anar a Roma i va deixar encarregat al seu magister equitum amb l'ordre de mantenir les posicions sense enfrontar-se a l'enemic mentre continuessin els mals auspicis, però no el va obeir i després d'uns preparatius va avançar cap a Imbrínium, capital d'un districte amb igual nom, on es va enfrontar amb les forces samnites, i va obtenir un èxit complet en el que va tenir una bona part el tribú militar Luci Comini. Uns vint mil samnites van morir. Titus Livi esmenta que algunes fonts diuen que foren dos i no una les batalles lliurades, ambdues guanyades pels romans, però els autors més antics només parlen d'una i alguns fins i tot no en fan cap esment. Es va fer un gran botí i es va capturar força material de guerra. Quint Fabi Màxim Rul·lià va enviar missatgers a anunciar la seva victòria al senat, i no al seu cap, el dictador Cursor; aquest no va desautoritzar de moment el seu general però després va canviar de parer i es va adreçar al senat per reclamar el càstig per la desobediència a fi i efecte de mantenir la dignitat del dictador; a tota velocitat es va dirigir al Samni, on ja s'havien rebut notícies que anava cap allí en actitud venjativa i ple de gelosia. Fabi Màxim va reunir a les tropes i les va preparar per quan va aparèixer el dictador, que va iniciar mesures per castigar la insubordinació. Quasi es va produir un motí entre els soldats, els quals afavorien a Fabi Màxim; aquest va rebre l'ordre de presentar-se l'endemà però a la nit va sortir cap a Roma, i el seu pare Mari Fabi Ambust (Marius Fabius N. F. M. N. Ambustus), que havia estat cònsol tres vegades i havia estat també dictador, va convocar al Senat romà; en plena reunió va arribar Papiri Cursor que havia seguit a Fabi Màxim amb un grup de cavalleria, i va ordenar la detenció de Cursor. Fabi Ambust va apel·lar llavors als tribuns del poble. El jove Fabi Màxim tenia el suport del senat, del poble, dels tribuns i de l'exèrcit absent, però el dictador tenia la suprema autoritat segons era costum i en un discurs va deixar clar que si es permetia la desobediència, en endavant ja ningú creuria a ningú i la disciplina romana s'acabaria. Els tribuns llavors van veure que tenia raó i li van demanar clemència. Llavors el dictador va declarar culpable el magister equitum i tot seguit va oferir el condemnat com a regal al poble de Roma.(provocatio ad populum)
En absència del dictador i del magister equitum, els samnites van incrementar la seva activitat. El comandament romà l'exercia de manera provisional Marc Valeri; un atac a una columna d'aprovisionament samnita va ser un èxit però els caps foren castigats per desobediència, fet que encara va decantar més els soldats contra el dictador.
Papiri Cursor va deixar encarregat del comandament a Roma a Luci Papiri Cras, va prohibir qualsevol activitat al magister equitum, i va tornar al Samni on no fou ben rebut per les tropes. L'endemà els soldats van marxar contra l'enemic amb ordres d'entrar en batalla, amb la idea d'acabar la guerra aquell mateix dia. A la batalla els samnites van tenir molts morts i els romans molts ferits; el dictador va visitar els ferits i els va tractar amb consideració, cosa que li va fer guanyar suports.
Quan l'exèrcit es va recuperar va presentar una nova batalla en la qual va obtenir una completa victòria, que li va permetre avançar en totes direccions i es va saquejar arreu on es podia, sense que trobaren cap resistència, però van patir algunes emboscades. El dictador va ordenar que el botí fos pels soldats, això va engrescar més els soldats romans i els samnites van reaccionar demanant la pau i oferint a canvi subministraments pels soldats, guarniments i paga per un any. Papiri Cursor els va remetre al Senat i els samnites van contestar que el seguirien a Roma i confiarien la defensa de la seva causa al mateix dictador del qui confiaven en el seu honor i rectitud. Els romans van retirar l'exèrcit del Samni i van tornar a Roma on Papiri Cursor va fer una entrada triomfal, i quan va presentar la renúncia al Senat aquest li va encarregar de convocar les eleccions a cònsol. Foren elegits cònsols pel 323 aC, Gai Sulpici Llong (Caius Sulpicius Longus, segona vegada) i Quint Auli Cerretà (Quintus Aulius Cerretanus). Els samnites no van obtenir una pau permanent perquè no van estar d'acord en les condicions, però van aconseguir una treva d'un any. Cursor va celebrar un triomf.

## Consolat 320 aC
L'hivern del 321 al 320 aC el Senat romà discutí el tractat amb el samnites després de la greu derrota a les Forques Caudines. El vell senador Ofil·li Calavi (Ofillius Calavius), d'una família destacada de Càpua (fill del senador Ovi Calavi) i amb una carrera important a la seva esquena, va criticar l'actuació dels generals que havien signat l'acord i la critica es va estendre fins i tot als soldats, als qui se'ls va dir que no serien admesos a la ciutat. Tot i així, a l'arribada dels soldats, els romans se'n van apiadar i els van rebre, deixant-los entrar a la nit, passant cap a les seves llars i no podent sortir durant uns dies cap al fòrum. Els cònsols van refusar exercir les seves funcions per vergonya, excepte un d'ells, que va nomenar un dictador per dirigir les eleccions, càrrec que va recaure en Quint Fabi Ambust (Quintus Fabius Ambustus) i Publi Eli Pet (Publius Aelius Paetus) com a magister equitum. Aquests nomenaments però, foren considerats irregulars i foren substituïts per Marc Emili Pap (Marcus Aemilius Papus) com a dictador i Luci Valeri Flac (Lucius Valerius Flaccus) com a magister equitum. Tampoc a aquest es va permetre conduir les eleccions, el que expressava el malestar del poble amb els magistrats en general, i la direcció de la república va ser transferida a l'interrei Quintus Fabius Maximus Rullianus i tot seguit a Marcus Valerius Corvus que fou qui finalment va dirigir les eleccions dels consols.
El mateix 320 Quintus Publilius Philo i Luci Papiri, considerats els millors generals del seu temps, foren elegits cònsols (el segon exercia el càrrec per segon cop, doncs ja havia estat cònsol el 326) amb general aprovació. El mateix dia de l'elecció van entrar en funcions per decret del senat. Després de les cerimònies protocol·làries es van posar a la feina sobre la capitulació de les Forques Caudines. Publili, cònsol a qui corresponia la presidència, va cridar a la seva presència a Espuri Postumi, el consol derrotat, qui va assumir la responsabilitat de la desgràcia però va assegurar que la pau no s'havia fet en nom del poble romà i va demanar la represa de la guerra, però sense creuar les fronteres fins a anul·lar les obligacions contretes al tractat garantit pels mateixos cònsols. Els tribuns del poble Luci Livi (Lucius Livius) i Quint Maeli (Quintus Maelius) van protestar però finalment van retirar les objeccions, i Postumi va fer un excel·lent discurs, recomanant la guerra i rebutjant que els compromisos contrets foren legals i vinculessin als déus i a tot el poble. Postumi i l'altre cònsol, Tit Veturi Calví (Titus Veturius Calvinus), van resignar el seu càrrec, foren posats a disposició dels fecials i conduïts amb la resta de garants a Caudium, per ésser entregats als samnites. El sacrifici dels cònsols va permetre doncs al Senat rebutjar el tractat.
Tot seguit es va iniciar l'allistament de voluntaris per la guerra i es van formar nou legions (a més de les tropes que s'havien salvat) i l'exèrcit va sortir cap a Caudium. Els fecials van entrar a la cambra del consell samnita on estava assegut Gai Ponci Hereni (Caius Pontius Herenius), al qui van explicar que els cònsols havien estat culpables d'un crim per comprometre una pau que no podia ser acceptada, i per això els hi lliuraven, desfent-se així de la culpa l'estat romà. Llavors Postumi es va declarar ciutadà samnita i va acostar el ganivet al fecial ferint-lo lleument, cosa per la qual els romans van al·legar violació dels drets d'un fecial (que eren inviolables com a missatgers a la guerra) i que encara tenia més força la seva decisió de reprendre la guerra. Ponci va demanar a Postumi perquè ofenia als déus, cancel·lava l'acord i trencava la seva paraula i perquè recorria a ferir a un fecial com a ciutadà samnita per fer la guerra. Finalment els samnites van deixar lliures als romans, simbolitzant que no acceptaven el trencament de la seva paraula, però els romans van considerar que això els alliberava dels seus compromisos.
Llavors es va revoltar la ciutat de Satricum contra els romans; els samnites a la mateixa nit es van dirigir a Fregellae i la van ocupar amb ajut dels satricans. Els romans la van reconquerir.
El cònsol Papiri va marxar cap a la Pulla, prop de Lucèria, on es trobaven els cavallers romans deixats com a ostatges després de la derrota de les Forques Caudines. Publili va romandre al Samni, i els samnites no es van decidir sobre si marxar a Lucèria o quedar-se per fer front a un atac de Publili. Això va permetre a Papiri Cursor assetjar-la. Els samnites van decidir arriscar-se a una batalla amb Publili, però foren derrotats i dispersats cap a la Pulla fins a Lucèria on la seva derrota es va completar. L'exèrcit de Papiri, mancat de subministraments, va haver de marxar cap a la costa i va arribar a Arpi (Argos Hippium o Argyria, prop de la moderna Foggia) ciutat que els va donar aprovisionament, i els samnites es van haver de limitar a atacs de guerrilla als districtes costaners. L'arribada de l'exèrcit de Publili va suposar el reforçament del setge de Lucèria i els samnites es van concentrar a combatre a Papiri. Llavors una delegació dels tarentins va reclamar la pau entre ambdues parts; els samnites buscaven el suport de Tàrent, però els romans no van fer cas de la delegació i van continuar el setge, i la guarnició samnita aviat es va veure abocada a la fam i va demanar la retirada romana a canvi dels 600 ostatges que tenien (els cavallers romans deixats com a ostatges després de les Forques Caudines). Els romans no van acceptar i van imposar la rendició de la ciutat i que els 700 samnites de guarnició sortiren i passessin sota el jou; així es va fer i els romans van obtenir un gran botí (incloent armes i estendards capturats a la batalla del 320 aC) i van recuperar els seus 600 ostatges de les Forques Caudines. Alguns gerrers samnites capturats van ser exhibits a Roma i d'ells van sorgir els anomenats gladiadors samnites. Livi atribueix la conquesta a Luci Corneli en condició de dictador i a Papiri Cursor com a magister equitum . Livi sembla que no està segur de què Papiri Cursor fou escollit per tercera vegada cònsol l'any següent, pel seu èxit a la batalla, juntament amb Quint Auli Cerretà (Quintus Aulius Cerretanus), que exercia el càrrec per segona vegada).

## Consolat (319 aC)
Els romans continuaren el 319 aC la guerra contra els frentans als que van derrotar en un sola batalla. Els frentans van abandonar la seva ciutat i van donar ostatges al cònsol Quint Auli Corretà. L'altre consol, Luci Papiri Cursor Mugil·là (que exercia per tercera vegada), va derrotar els sutricans que van demanar la pau. El cònsol va exigir l'entrega de la guarnició samnita o bé els matessin a tots. La gent de Satricum va explicar que no podien derrotar a la forta guarnició samnita ben armada. El senat local estava dividit entre els partidaris dels samnites i els de Roma però ambdues faccions es van posar d'acord per demanar la pau a qualsevol preu. Finalment, com que la guarnició samnita no estava preparada per resistir un setge, va intentar abandonar la ciutat de nit i la facció pro-romana va obrir les portes a les legions assetjants. Els samnites foren atacats als boscos de la rodalia quan ja la ciutat havia estat ocupada. El cònsol va ordenar investigar qui havien estat els autors de la revolta i els considerats culpables foren executats. Els ciutadans foren privats d'armes i una guarnició romana es va establir a la ciutat. Després de la caiguda de Satricum, Papiri Cursor va tornar a Roma per celebrar el triomf.

## Consolat (315 aC)
El 315 aC fou designat dictador Quintus Fabius Maximus Rullianus que va marxar cap a Saticula mentre els cònsols de l'any Quintus Publilius Philo i el mateix Papiri Cursor), igual que havien fet els de l'any anterior, van romandre a Roma. Els samnites es van retirar de Plistica i es van dirigir amb noves forces cap a Saticula; el dictador es va presentar també a aquesta ciutat amb reforços. Els samnites van fer diversos atacs de distracció als que el dictador no va donar importància i es va limitar a reforçar les defenses.
Luci Papiri Cursor Mugil·là i Gai Juni Bubulc Brut foren nomenats cònsols per l'any 313 aC (el primer per cinquena vegada i el segon, per segona) i Gai Petili Libó Vísol fou nomenat dictador  amb Marc Fosli Flaccinator com a magister equitum. Estant els romans a Boviànum es van assabentar que la ciutadella de Fregellae havia estat capturada pels samnites, llavors van aixecar el setge de Boviànum i es van dirigir cap a Fregellae que van reconquerir sense lluita, ja que fou evacuada pels samnites la nit abans; van deixar al lloc una forta guarnició i van retornar a Campània amb l'objectiu d'ocupar Nola; quan es van acostar a aquesta ciutat la població es va retirar darrere els murs; els romans van destruir totes les edificacions i suburbis (que eren nombrosos) per acostar-se més fàcilment a la ciutat, i finalment Nola fou ocupada. Seguidament foren ocupades Atina i Calàtia. Els romans van establir colònies a Suessa (antiga ciutats dels auruncs) i Pòntia (illa habitada pels volscs). El Senat tanmateix va autoritzar una colònia a Interamna que no es va establir fins als cònsols següents.

## Dictadura (310 aC)
El 310 aC, coneguda pels samnites la notícia de què els romans havien creuat el bosc Cimini (Ciminius Silva), van considerar que això era de bona sort per ells i que els romans trobarien més enllà d'aquell bosc mai abans franquejat el seu final; però més tard, amb la victòria romana, van haver de deixar aquestes especulacions i dedicar-se a combatre a Gai Marci Rutil Censorí i si aquest no els donava ocasió de combatre, marxar cap a Etrúria pel país dels marsis i els sabins. Marci va avançar contra ells i es va lliurar una batalla que no va tenir resultat decisiu i cap part es va poder donar per guanyadora, si bé es pensa que la pitjor part se la van endur els romans, que van perdre alguns cavallers (membres de l'ordre eqüestre) i alguns tribuns militars, i Marci Rutil mateix fou ferit. Les notícies sobre això, que van arribar a Roma exagerades, van alarmar el Senat, que va nomenar un dictador. Per al càrrec es va proposar a Luci Papiri Cursor Mugil·là (Lucius Papirius Cursor Mugillanus) que a partir d'aquell moment, segurament ja avançat l'any, seria considerat el general en cap.
Abans de nomenar-lo calia notificar-ho als cònsols. Com que no es va poder enviar un missatger al Samni perquè tot el país era hostil, el senat va tardar a saber que Marci Rutil restava viu, i aquesta notificació no es va poder fer; l'altre cònsol, Quint Fabi Màxim Rul·lià, era rival de Cursor i el senat li va enviar una delegació amb diverses persones de rang consular que havien d'usar la seva influència per demanar al cònsol que oblidés la seva enemistat amb Cursor pel bé de la pàtria. Fabi Màxim, després d'escoltar els missatgers amb els ull perduts, es va retirar sense dir paraula. A la mitjanit (com era tradició) Papiri Cursor fou proclamat dictador. Fabi va fer avinent que li havia costat molt controlar-se i quan una delegació li va anar a agrair el seu silenci d'hores abans, va explotar i els va fer fora.
Papiri Cursor va nomenar com a magister equitum a Gai Juni Bubulc Brut. La proclamació dels càrrecs fou sotmesa a les cúries. Però uns mals auspicis van impedir registrar el nomenament: tocava votar primer a la Cúria Fàucia i sempre que aquesta cúria havia votat primer havien passat desastres (la conquesta de la ciutat de Roma pels gals, i la derrota de les Forques Caudines). Encara un tercer desastre, la massacre de Cremera, fou indicada per Licini Macer. Així doncs era impossible la votació i es va ajornar per a l'endemà quan es van fer nous auspicis i finalment el dictador fou investit dels seus poders. Cursor va agafar les legions que eren a la regió Cimínia i les va portar a Longula on va agafar el comandament de la resta de tropes dels cònsols, i amb la força unificada va sortir al camp.
El 309 aC el càrrec dels cònsols Quint Fabi Màxim Rul·lià i Gai Marci Rutil fou allargat un any al costat del dictador Cursor. Els samnites no van fer cap pas per enfrontar-se a l'exèrcit de Cursor.
Mentrestant a Úmbria els romans es van enfrontar als umbres, que van derrotar sense causar grans pèrdues. A la vora del llac Vadimonis es va concentrar l'exèrcit etrusc que s'havia aixecat segons la llei sagrada en la que cada home agafava un camarada, i que per això era més nombrós que mai i mostrava un esperit superior als anteriors exèrcits. La batalla fou acarnissada; les primeres línies van quedar exterminades i van entrar les segones línies, i finalment les reserves; la intervenció de la cavalleria romana va ser decisiva, va trencar la resistència etrusca, i finalment els romans en van sortir victoriosos. La major part de l'exèrcit va morir i el seu campament fou ocupat pels romans i saquejat.
Els samnites continuaven els seus preparatius de guerra; les forces samnites es van equipar degudament i es van dividir en dos seccions, una amb els escuts adornats de plata i una altra d'or. Cursor es va situar enfront dels samnites, agafant el comandament de l'ala dreta romana, i deixant el de l'ala esquerra al magister equitum, Juni Bubulc. Només començar la lluita, Cursor i Juni Bubulc es van disputar qui seria el primer de trencar les línies enemigues. Aquesta competència va afavorir encara més als romans que van derrotar completament als samnites, els quals es van dispersar. El seu camp fou ocupat i cremat al capvespre. El senat va decretar un triomf pel dictador Cursor si bé una part important de la victòria fou atribuïda als generals de rang consular Publi Deci Mus i Marc Valeri Corv
Aquell any la ciutat de Perúsia va trencar la treva. El cònsol Fabi Màxim va lliurar batalla, derrotà les forces de la ciutat prop de la ciutat, i l'haguera conquerit però una delegació del govern local fou enviada a Fabi per demanar la pau. Els romans van establir una guarnició a Perúsia, i tot seguit diverses ciutats estat d'Etrúria van enviar delegacions al cònsol per demanar l'establiment de relacions amistoses; les delegacions foren enviades al Senat de Roma, que ho va acceptar. Fabi va entrar en processó triomfal a la capital. Els grans triomfadors sobre els samnites, Publi Deci Mus i Marc Valeri Màxim, foren tot seguit escollits quasi per unanimitat per l'any següent un com a cònsol i l'altre com a pretor (Valeri ocupava aquest càrrec per quarta vegada). El cònsol Quint Fabi Màxim Rul·lià fou nomenat altra vegada cònsol, suposadament com a compensació per haver estat sobrepassat l'any anterior pel dictador, tot i la seva brillant victòria al bosc Cimini. Va celebrar el triomf a la seva tornada i és el darrer esdeveniment de la seva vida que es coneix, del que cal deduir que va morir poc temps després.